# Façade du palais de la Porte-Dorée
La façade du palais de la Porte-Dorée est un bas-relief monumental, œuvre d'Alfred Janniot, qui recouvre la totalité de la façade sur rue du palais de la Porte-Dorée à Paris, en France.

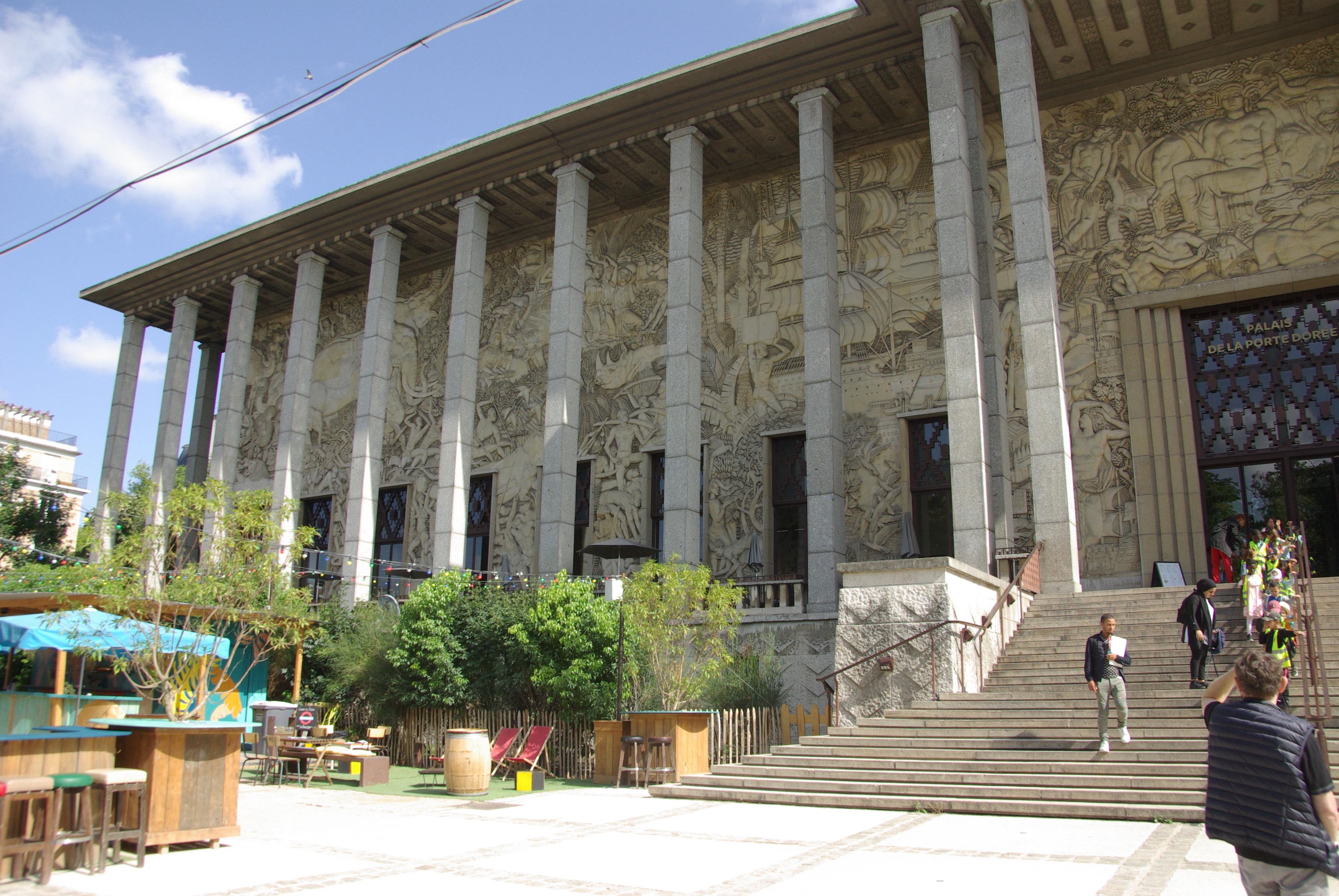
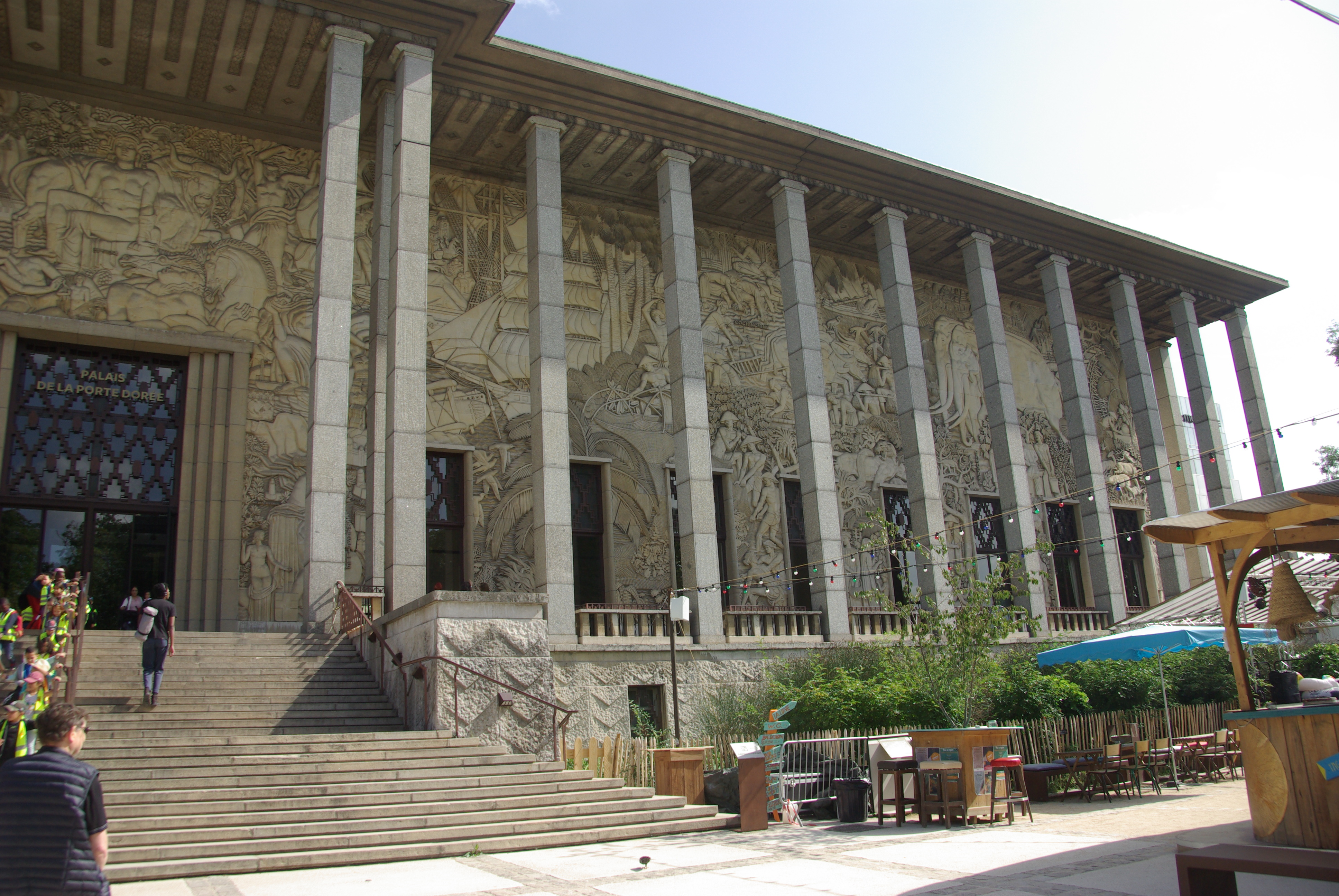

## Caractéristiques
Le bas-relief est sculpté sur toute la façade du palais de la Porte-Dorée dans le 12e arrondissement de Paris, sur le côté donnant sur l'avenue Daumesnil, en bordure du bois de Vincennes. Constitué de pierres du Poitou, il s'étend au total sur 1 130 m2.
L'œuvre symbolise de façon allégorique les apports des colonies françaises à la métropole, à la fin des années 1920. Au centre de la sculpture, au-dessus de la porte principale de l'édifice, trône une représentation de la France. De part et d'autre sont représentés les principaux ports maritime de métropole (Bordeaux, Le Havre, Marseille et Saint-Nazaire, ainsi que l'aéroport du Bourget inauguré en 1919).
Les colonies d'Afrique sont symbolisées sur la partie gauche du bas-relief, celles d'Asie sur la partie droite. Les colonies d'Amérique le sont à l'extrême gauche, celles d'Océanie à l'extrême droite. La flore exotique est abondamment représentée, ainsi que certains animaux (éléphant d'Afrique, tigre d'Asie, etc.). Les activités économiques des colonies sont évoquées. Les personnages sont sculptés de profil, portant des traits ethniques très marqués et vêtus selon les traditions locales. Tous sont orientés vers l'allégorie centrale de la France, seul personnage représenté de face,.

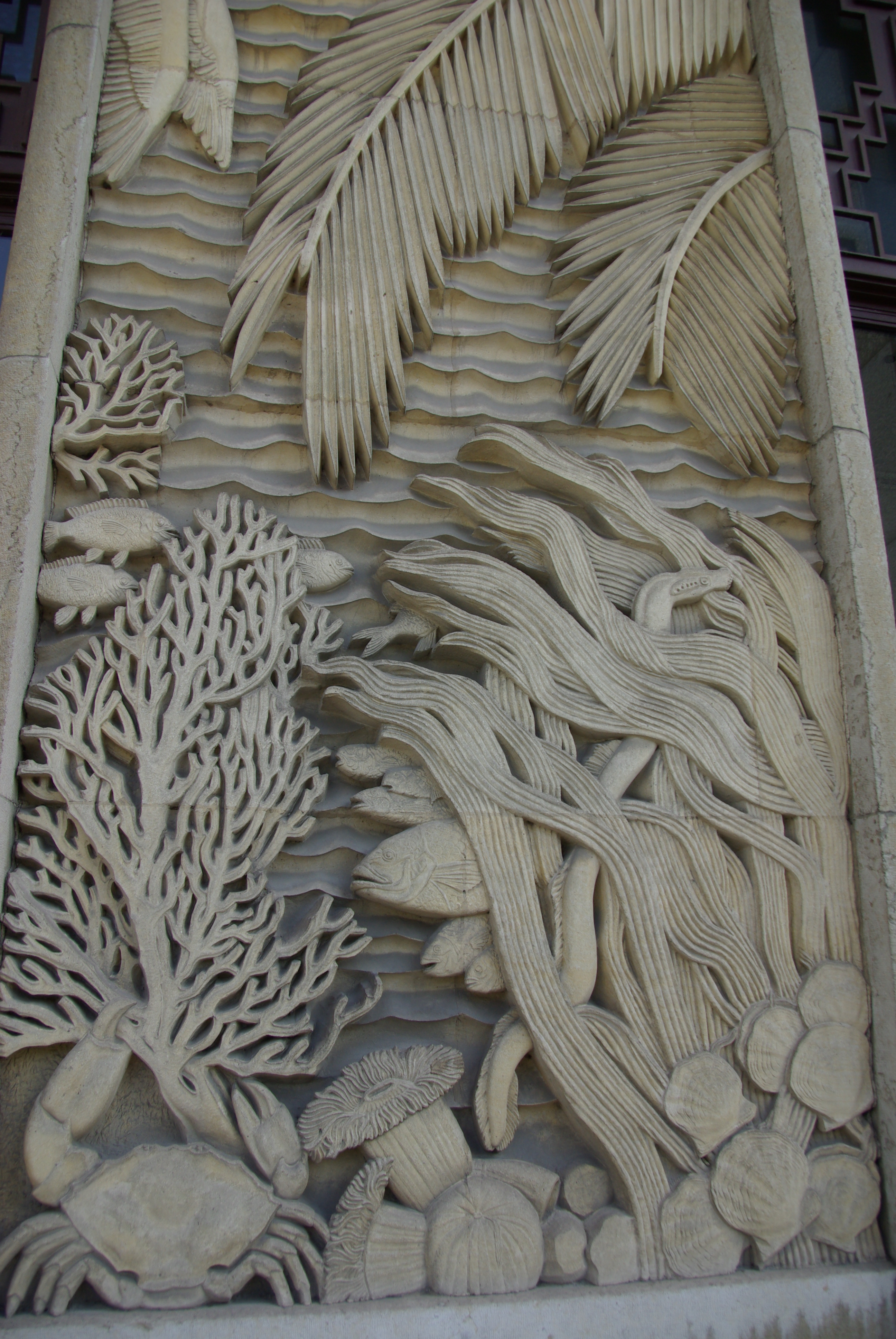
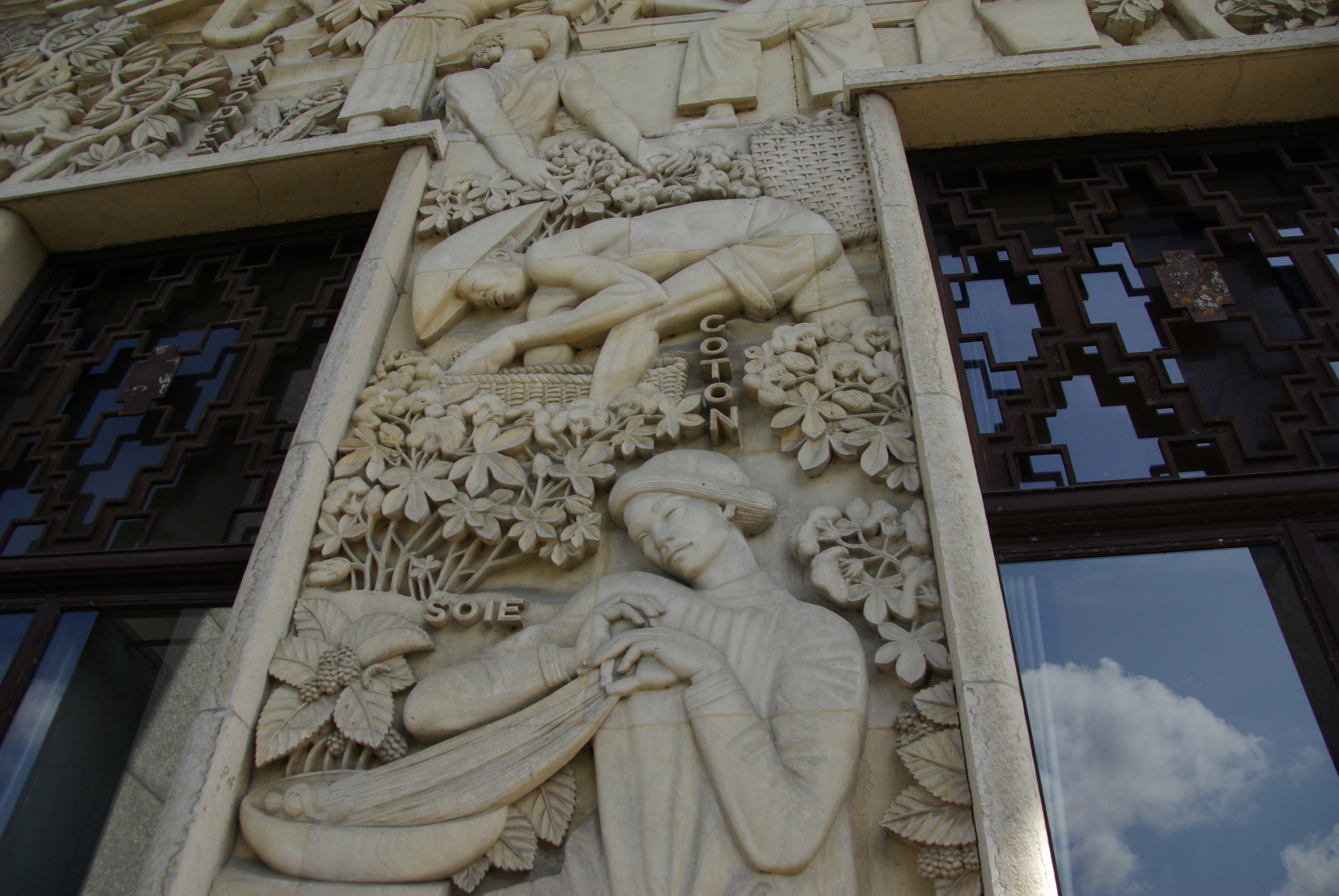
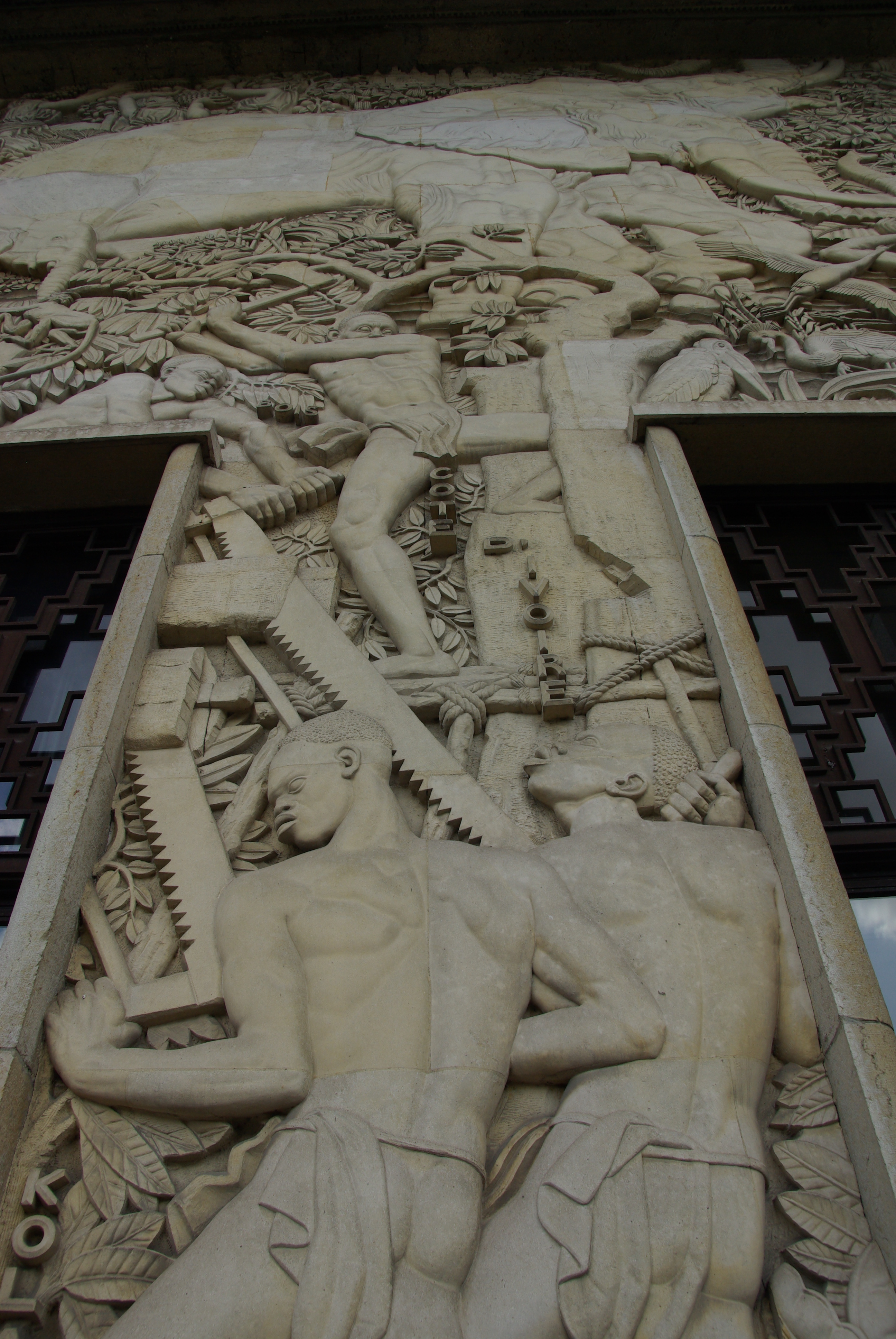

Sur le mur ouest de l'édifice figure également une liste des personnages ayant contribué aux conquêtes coloniales françaises. De façon rétrospective, cette liste remonte aux croisades.

## Historique
Le palais de la Porte-Dorée est bâti dès 1928 en prévision de l'Exposition coloniale parisienne de 1931. Alfred Janniot reçoit commande du bas-relief ; comme les autres artistes de l'exposition coloniale, il reçoit comme instruction d'évoquer la richesse et les apports des colonies françaises à la métropole.
Janniot réalise tout d'abord un modèle en terre du bas-relief. Celui-ci est agrandi au compas et taillé dans la pierre par une vingtaine d'assistant sculpteurs. Le bas-relief est complété en deux ans.
Le palais de la Porte-Dorée est l'un des rares édifices à ne pas être démoli après l'exposition. En 1931, il abrite le musée des Colonies, renommé dès 1935 en « musée de la France d'outre-mer », en 1960, « musée des Arts africains et océaniens » et, en 1990, « musée national des Arts d'Afrique et d'Océanie ». Fermé en 2003, ses collections sont alors absorbées par le musée du quai Branly ; depuis 2007, il accueille la Cité nationale de l'histoire de l'immigration.
Comme la quasi-totalité du palais, la façade de l'édifice est classée comme monument historique en 1987.

## Auteur
Alfred Janniot (1889-1969) est un sculpteur français, particulièrement actif pendant l'entre-deux-guerres. Spécialisé dans l'art monumental, il réalise de nombreuses commandes publiques, particulièrement pour les expositions internationales parisiennes de 1925, 1931 et 1937.
Emmanuel Guérin a participé à sa réalisation.